# Empodium gloriosum
Empodium gloriosum är en enhjärtbladig växtart som först beskrevs av Gert Cornelius Nel, och fick sitt nu gällande namn av Brian Laurence Burtt. Empodium gloriosum ingår i släktet Empodium och familjen Hypoxidaceae. Inga underarter finns listade i Catalogue of Life.